# Муцио Клементи
Муцио Клементи (на италиански: Muzio Clementi) е италиански композитор, пианист, педагог и диригент.

## Биография
Роден е на 23 януари 1752 г. в Рим. Баща му Николо Клементи е бижутер, но отрано усеща музикалния талант на Муцио и детето започва да изучава пиано. На 13-годишна възраст Муцио е вече църковен органист. Една година по-късно английският благородник сър Питър Бекфорд предлага на родителите му да го спонсорира, за да учи в Англия (Дорсет). През периода на своето обучение Клементи вече композира.
През 1770 г. Клементи за първи път се явява пред публика като пианист и печели заслужени овации. За кратко време той става известен пианист виртуоз.
През 1780 г. заминава за Париж, по-късно за Виена, където се среща и работи с Волфганг Амадеус Моцарт. Техните съвместни изяви са възторжено приети и двамата изнасят концерти пред коронованите глави на Европа. Моцарт е възхитен от виртуозните изпълнения на Клементи, за което свидетелстват писмата му до баща му. Клементи поддържа приятелски контакти и с немския композитор Йозеф Хайдн.
В началото на 19 век работи непрекъснато в Англия и в някои европейски страни.
Муцио Клементи е известен клавирен педагог в Кралството. Сред неговите ученици са пианистите И. Крамър, органистът Артър Корфе, виолистът и пианист Бенджамин Блейк, Джон Фийлд и др. Муцио Клементи е основател и ръководител е на т. нар. Лондонска пианистка школа.
Клементи е един от създателите на класическата форма на сонатите за пиано. Той е автор на 56 сонати и сонатини за пиано, Увертюра и Менует, пише 4 големи симфонии за оркестър. Неговите симфонии не са публикувани приживе. Едва през 1935 г. композиторът Алфредо Касела възстановява две от симфониите на Клементи, които се изпълняват за първи път през 1938 г. от Бостънския симфоничен оркестър.
От педагогическия му репертоар са съхранени неговите етюди (сб. „Път към Парнас“). Своя изпълнителски и педагогически опит Клементи обобщава в труда „Методи за пиано“ (Introduction to the Art of Playing the Piano Forte, изд. 1801 г.). Широко известен е неговият труд Gradus ad Parnassum.
Клементи е собственик е на няколко музикални издателства и фабрики за производство на пиана.
Умира на 10 март 1832 г. в Ившам, Англия.